# Sivas (película)
Sivas es una película dramática turca de 2014 dirigida por Kaan Müjdeci. Fue seleccionada para competir por el León de Oro en la edición número 71 del Festival Internacional de Cine de Venecia, donde obtuvo finalmente el Premio Especial del Jurado. Sivas fue seleccionada como la película turca que representaría al país en la edición número 88 de los Premios de la Academia, pero finalmente no fue nominada.

## Sinopsis
La película cuenta la historia un niño de once años llamado Aslan (Dogan Izci) y su relación con un perro de pelea, Sivas. Las escenas iniciales muestran la vida de Aslan en la escuela y el hogar. Muchas de las interacciones con sus compañeros de clase y miembros de su familia son conflictivas.
El maestro (Okan Avci) anuncia en la escuela que habrá una presentación de Blancanieves y los Siete Enanitos organizada por los estudiantes. Ayse (Ezgi Ergin), una chica que le gusta a Aslan, es seleccionada para ser la princesa y el amigo de Aslan, Osman (Furkan Uyar), es seleccionado para ser el príncipe. Sin embargo, Aslan quiere el papel, principalmente para impresionar a Ayse. Más tarde, Aslan trata de convencer a su maestro para que sea el príncipe, obteniendo una negativa.
Haciéndose eco del último encuentro con Sivas, Aslan está a cargo de sacar al viejo caballo de su familia para pastar. Intenta alejar al caballo con piedras y lo arroja al suelo. Al pensar que ha matado al animal, Aslan va a buscar a su hermano, Sahin. Cuando regresan, el caballo ya se ha ido.
Muchos de los hombres en el pueblo se reúnen en un arroyo aislado (para evitar la atención de la policía) para una pelea de perros. Sivas pelea con otro perro, es herido y queda prácticamente muerto. Aslan se queda atrás cuando se da cuenta de que el perro no está muerto y le ruega a su hermano que le deje llevar al perro a casa, obteniendo nuevamente una negativa. Aslan intenta hacerse amigo del perro, tratando de acercarse a él y calentarlo con su abrigo. Sahin finalmente regresa en busca de Aslan y se lleva a ambos a casa.
Aslan se preocupa por Sivas mientras se recupera. Él muestra su perro a sus amigos e intenta impresionar a Ayse. Incitado por el dueño del perro que había superado a Sivas, Aslan le permite pelear con el otro perro nuevamente. Sivas sale victorioso. Un día, Aslan llega a casa y encuentra a Sivas atado. Al descubrir que su familia quiere vender al perro, se pone furioso. Los dueños originales de Sivas vienen a hacerle luchar nuevamente. Todos viajan en un automóvil a un gran encuentro de peleadores de perros, donde Sivas gana una vez más.
En el camino de regreso a casa, Aslan declara que Sivas no volverá a pelear. Le dicen que Sivas estaba destinado a ser un luchador, por lo que debe seguir haciéndolo.

## Reparto
- Doğan İzci es Aslan.
- Çakır es Sivas.
- Hasan Özdemir es Hasan.
- Ezgi Ergin es Ayşe.
- Furkan Uyar es Osman.
- Ozan Çelik es Şahin.
- Banu Fotocan es la madre.
- Hasan Yazılıtılaş es el padre.
- Okan Avcı es el maestro.[5]

## Producción

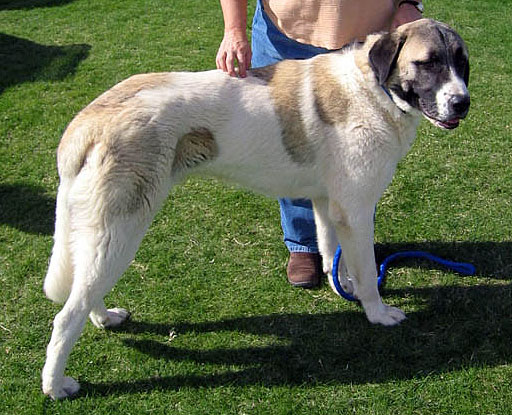
Un pastor de Anatolia.

Aunque en la película se presentan varias peleas de perros, ningún can fue herido durante su producción. Una combinación de clips de audio recopilados de peleas de perros reales, movimiento inestable de la cámara, tranquilización de los perros inofensivos y sangre falsa se utilizaron para filmar estas escenas. Además, las escenas de lucha fueron cuidadosamente coreografiadas, y el maquillaje se colocó en capas para crear la ilusión de continuidad.

## Recepción
Sivas fue aclamada por la crítica con un elogio particular por el desempeño del actor principal y el estilo realista del director. La postura imparcial en el mundo de las peleas de perros clandestinas provocó algunos abucheos en el Festival de Cine de Venecia de 2014, pero la película ganó un Premio del Jurado y un Premio al Mejor Actor en el mismo evento.